# Solar dos Araújos
O Solar dos Araújos é um palacete fundado no ano de 1895 que localiza-se no bairro de Santa Cruz, na zona oeste da cidade do Rio de Janeiro; no estado do Rio de Janeiro, no Brasil.

## História
O edifício histórico tombado pela prefeitura da cidade do Rio de Janeiro, datado de 1895, foi feita pelo capitão Araújo, chefe de uma família tradicional de Santa Cruz.
O solar com características arquitetônicas do Império brasileiro, passou pelo processo de tombamento pela prefeitura do Rio de Janeiro visando a preservação do imóvel.

## Atualidade
Atualmente, o solar é tem sua manutenção e preservação mantida pelo Santa Cruz Shopping, shopping inaugurado na Zona Oeste do Rio de Janeiro em 2001, e que apadrinhou os custos do solar para garantir sua preservação.